# Midostaurin
Midostaurin (Handelsname Rydapt) ist ein Tyrosinkinase-Inhibitor, der zur Behandlung von akuter myeloischer Leukämie, myelodysplastischem Syndrom und der fortgeschrittenen systemischen Mastozytose untersucht wurde. Es handelt sich um ein halbsynthetisches Derivat von Staurosporin, einem Alkaloid aus dem Bakterium Streptomyces staurosporeus. Der Wirkstoff ist seit 2017 in den USA zugelassen. In Europa ist die Marktzulassung von der Europäischen Arzneimittelbehörde für FLT3-positive AML und drei Formen der systemischen Mastozytose im September 2017 erfolgt. Durch die Hemmung von FLT3 kann Midostaurin das Wachstum von Blutkrebszellen verlangsamen oder stoppen.
Das Medikament wird auch zur Behandlung von fortgeschrittenem systemischem Mastozytose (einer seltenen Erkrankung, die durch eine übermäßige Ansammlung von Mastzellen im Körper gekennzeichnet ist) eingesetzt.